# Ладислав Еуген Петровић
Еуген Ладислав Петровић (Беч, Аустрија, 21. јануар 1839 — Беч, Аустрија, 1. април 1907) је био аустријски сликар и илустратор српског и чешког порекла. Био је син вајара Димитрија Петровића.  Иако је његова породица желела да се Ладислав посвети вајарству, он сам је  био против тога и постаје сликар.  У  периоду 1857–1861  студира на Академији лепих уметности у Бечу.
Био је члан Клуба акварелиста при Бечком друштву ликовних уметника. Илустровао више књига; његови радови су објављени у Illustrierte Zeitung and L'Illustration . Од 1859. учествовао је на разним изложбама фокусиран на сликање града и пејзажа. На захтев града Оломоуца насликао је трометарску панорамску слику града пре него што је руководство града одлучило да сруши Терезијске зидине на самом крају 19. века. Неке од његових слика документовале су живот у Оломоуцу  у исто време и коришћене су у књизи "Оломоуц у 1894."
У својим радовима осликао је и низ других градова у Аустрији и Италији.
Данас се његови радови могу наћи у већини уметничких галерија и музеја у Аустрији као и другде. Такође, радови Еугена Ладислава Петровића налазе се у колекцији Милана Јовановића Стојимировића који је велики број слика, скица и артефаката завештао Уметничком одељењу Музеја у Смедереву, Србија.